# Non io (album)
Non io è il secondo album discografico del gruppo musicale italiano Bachi da pietra, pubblicato nel 2007.

## Tracce
1. Casa di legno
2. Altri guasti
3. Non io
4. Fisica elementare
5. Lunedì
6. Farfallazza
7. Check Life
8. Bastiano
9. Giorno perso
10. Ofelia

## Formazione
- Giovanni Succi – voce, chitarra
- Bruno Dorella – batteria minimale